# Trinajstići
Trinajstići est une localité de Croatie située dans la municipalité de Kastav, dans le comitat de Primorje-Gorski Kotar. En 2001, la localité comptait 490 habitants.

## Démographie
| 1948 | 1953 | 1961 | 1971 | 1981 | 1991 | 2001 |
| ---- | ---- | ---- | ---- | ---- | ---- | ---- |
| 149  | 160  | 155  | 179  | 348  | 457  | 490  |